# Matt Houston
Matt Houston ist eine US-amerikanische Fernsehserie der 1980er. Von 1982 bis 1985 entstanden in drei Staffeln 67 Episoden.

## Inhalt
Der Texaner Mattlock "Matt" Houston überwacht in Kalifornien die Bohrplattform des Unternehmens seines steinreichen Vaters und arbeitet nebenbei als Privatdetektiv. Ihm stehen zur Seite sein Partner Murray Chase, der zum ausreichenden Einkommen beiträgt, während Matt sich mit schönen Frauen in schnellen Autos vergnügt, und die Anwältin C.J. Parsons, die Matt dank ihres Computers, eines Apple III, den sie "Baby" nennt, mit allen wichtigen Informationen versorgt. Auf Seiten der Polizei verkehren Matt und C.J. anfangs mit Lt. Novelli, der mit den beiden oft einen Abstecher in Mama Novellis Restaurant macht, und später auch dem weniger Kooperativen Lt. Hoyt. Später stößt auch Matts Onkel Roy Houston hinzu.
In den frühen 1980ern war Matt Houston die erste Fernsehserie, die Sat.1 (damals noch PKS) ausstrahlte. Sie startete gleich am ersten Sendetag um 20:15 Uhr. Allerdings sendete Sat.1 die Krimiserie unchronologisch: Erstmals vom 1. Oktober 1984 bis zum 16. Juli 1987 41 Folgen, dann im Zeitraum vom 14. August 1990 bis 16. April 1991 22 Folgen nachträglich und die restlichen 4 Episoden reichte VOX vom 4. September bis zum 17. Oktober 1996 nach.

## Besetzung und Synchronisation
Die deutsche Synchronisation entstand im Auftrag der Arena Film GmbH & Co. Synchron KG damals noch in Berlin-Lankwitz, für die Dialogregie war Peter Wesp zuständig, für das deutsche Dialogbuch waren Peter Wesp und  Andreas Pollak verantwortlich.
| Rolle         | Darsteller         | Sprecher                                                                |
| ------------- | ------------------ | ----------------------------------------------------------------------- |
| Matt Houston  | Lee Horsley        | Volker Brandt                                                           |
| C. J. Parsons | Pamela Hensley     | Inken Sommer                                                            |
| Murray Chase  | George Wyner       | Horst Gentzen, Dieter Ranspach (Staffel 1) Wolfgang Condrus (Staffel 3) |
| Lt. Novelli   | John Aprea         | Friedhelm Ptok (1. Stimme) Helmut Gauß (2. Stimme)                      |
| Mama Novelli  | Penny Santon       | Inge Wolffberg                                                          |
| Lt. Hoyt      | Lincoln Kilpatrick | Edgar Ott                                                               |
| Roy Houston   | Buddy Ebsen        | Klaus Miedel                                                            |

## Episoden

### Pilot
| Nr. (ges.) | Nr. (St.) | Deutscher Titel         | Originaltitel | Erstausstrahlung USA | Deutschsprachige Erstausstrahlung (D) | erstausstrahlender Sender |
| ---------- | --------- | ----------------------- | ------------- | -------------------- | ------------------------------------- | ------------------------- |
| 1          | 1         | Ein explosiver Jahrgang | X-22          | 26. Sep. 1982        | 28. Dez. 1985                         | Sat.1                     |

### Staffel 1 (1982–1983)
| Nr. (ges.) | Nr. (St.) | Deutscher Titel                    | Originaltitel                 | Erstausstrahlung USA | Deutschsprachige Erstausstrahlung (D) | erstausstrahlender Sender |
| ---------- | --------- | ---------------------------------- | ----------------------------- | -------------------- | ------------------------------------- | ------------------------- |
| 1          | 1         | Strom im Swimmingpool              | Stop The Presses              | 3. Okt. 1982         | 8. Okt. 1984                          | Sat.1                     |
| 2          | 2         | Amors Pfeil kann töten             | Deadly Fashion                | 17. Okt. 1982        | 5. Nov. 1984                          | Sat.1                     |
| 3          | 3         | Gefährliches Endspiel              | Killing Isn’t Everything      | 24. Okt. 1982        | 14. Aug. 1990                         | Sat.1                     |
| 4          | 4         | Ramonas Comeback                   | Who Would Kill Ramona         | 31. Okt. 1982        | 29. Okt. 1984                         | Sat.1                     |
| 5          | 5         | Ein mörderisches Rezept            | Recipe For Murder             | 7. Nov. 1982         | 15. Okt. 1984                         | Sat.1                     |
| 6          | 6         | Haie in Malibu Beach               | Shark Bait                    | 21. Nov. 1982        | 26. Nov. 1984                         | Sat.1                     |
| 7          | 7         | Wettlauf gegen die Zeit            | The Kidnapping                | 28. Nov. 1982        | 21. Aug. 1990                         | Sat.1                     |
| 8          | 8         | Programmiert auf Mord              | Joey’s Here                   | 5. Dez. 1982         | 22. Okt. 1984                         | Sat.1                     |
| 9          | 9         | Auftrag zum Mord                   | The Good Doctor               | 12. Dez. 1982        | 11. Sep. 1990                         | Sat.1                     |
| 10         | 10        | Kampf ohne Bandagen                | The Rock And The Hard Place   | 2. Jan. 1983         | 1. Okt. 1984                          | Sat.1                     |
| 11         | 11        | Mord auf leisen Sohlen             | The Purrfect Crime            | 9. Jan. 1983         | 12. Nov. 1984                         | Sat.1                     |
| 12         | 12        | Party ohne Gastgeber               | Whose Party Is This Anyway?   | 23. Jan. 1983        | 25. Sep. 1990                         | Sat.1                     |
| 13         | 13        | Jeder muß einmal sterben           | Get Houston                   | 20. Feb. 1983        | 9. Okt. 1990                          | Sat.1                     |
| 14         | 14        | Mord unter Kollegen                | The Visitors                  | 27. Feb. 1983        | 18. Sep. 1990                         | Sat.1                     |
| 15         | 15        | Im Quintett stirbt’s sich leichter | Here’s Another Fine Mess      | 6. März 1983         | 17. Dez. 1984                         | Sat.1                     |
| 16         | 16        | Der Beverly Woods Social Club      | The Beverly Woods Social Club | 13. März 1983        | 16. Okt. 1990                         | Sat.1                     |
| 17         | 17        | Mord nach der Vorstellung          | The Showgirl Murders          | 20. März 1983        | 3. Dez. 1984                          | Sat.1                     |
| 18         | 18        | Blut gegen Dollars                 | Fear For Tomorrow             | 3. Apr. 1983         | 19. Nov. 1990                         | Sat.1                     |
| 19         | 19        | Eine tödliche Unterredung          | Deadly Parlay                 | 10. Apr. 1983        | 10. Dez. 1984                         | Sat.1                     |
| 20         | 20        | Mord unter Autoren                 | A Novel Way To Die            | 17. Apr. 1983        | 13. Jan. 1985                         | Sat.1                     |
| 21         | 21        | Des Teufels Paradies               | The Hunted                    | 24. Apr. 1983        | 23. Okt. 1990                         | Sat.1                     |

### Staffel 2 (1983–1984)
| Nr. (ges.) | Nr. (St.) | Deutscher Titel                       | Originaltitel             | Erstausstrahlung USA | Deutschsprachige Erstausstrahlung (D) | erstaustrahlender Sender |
| ---------- | --------- | ------------------------------------- | ------------------------- | -------------------- | ------------------------------------- | ------------------------ |
| 22         | 1         | Houstons Erbe                         | Heritage                  | 9. Sep. 1983         | 7. Apr. 1986                          | Sat.1                    |
| 23         | 2         | Die Frau in Weiß                      | The Woman In White        | 16. Sep. 1983        | 3. März 1985                          | Sat.1                    |
| 24         | 3         | Tödliche Liebe                        | Love You To Death         | 23. Sep. 1983        | 10. Feb. 1985                         | Sat.1                    |
| 25         | 4         | Das Mädchen des Monats                | The Centerfold Murders    | 30. Sep. 1983        | 24. Feb. 1985                         | Sat.1                    |
| 26         | 5         | Noch 48 Stunden für Tony              | Needle In A Haystack      | 7. Okt. 1983         | 17. Feb. 1985                         | Sat.1                    |
| 27         | 6         | Die Doppelgängerin                    | Marilyn                   | 21. Okt. 1983        | 10. März 1985                         | Sat.1                    |
| 28         | 7         | Post von einem Toten                  | The Ghost Of Carter Gault | 28. Okt. 1983        | 30. Okt. 1990                         | Sat.1                    |
| 29         | 8         | Die Geschäfte des Mr. Soo Chin        | China Doll                | 4. Nov. 1983         | 3. Feb. 1985                          | Sat.1                    |
| 30         | 9         | Butterfly                             | Butterfly                 | 18. Nov. 1983        | 6. Nov. 1990                          | Sat.1                    |
| 31         | 10        | Der weinende Clown                    | The Crying Clown          | 25. Nov. 1983        | 31. März 1985                         | Sat.1                    |
| 32         | 11        | Der blinde Seher                      | The Outsider              | 2. Dez. 1983         | 4. Sep. 1996                          | VOX                      |
| 33         | 12        | Schönheitsköniginnen leben gefährlich | Target – Miss World       | 23. Dez. 1983        | 20. Nov. 1990                         | Sat.1                    |
| 34         | 13        | Eine Stadt spielt verrückt            | The Monster               | 6. Jan. 1984         | 27. Nov. 1990                         | Sat.1                    |
| 35         | 14        | Ein harmonisches Team                 | Harmony and Grits         | 14. Jan. 1984        | 17. März 1985                         | Sat.1                    |
| 36         | 15        | Auf Leben und Tod                     | Houston Is Dead           | 20. Jan. 1984        | 4. Dez. 1990                          | Sat.1                    |
| 37         | 16        | Freunde in der Not                    | Criss-cross               | 27. Jan. 1984        | 20. Jan. 1985                         | Sat.1                    |
| 38         | 17        | Der charmante Dr. Brockway            | The Bikini Murders        | 3. Feb. 1984         | 24. März 1985                         | Sat.1                    |
| 39         | 18        | Tödliche Einladung                    | Death Match               | 24. Feb. 1984        | 7. Apr. 1985                          | Sat.1                    |
| 40         | 19        | Der Schnappschuß-Mörder               | Blood Ties                | 2. März 1984         | 16. Sep. 1996                         | VOX                      |
| 41         | 20        | Tödliche Leidenschaft                 | The Secret Admirer        | 9. März 1984         | 18. Dez. 1990                         | Sat.1                    |
| 42         | 21        | Gelegenheit macht Diebe               | Cash And Carry            | 23. März 1984        | 27. Jan. 1985                         | Sat.1                    |
| 43         | 22        | Houston auf der Flucht – Teil 1       | On The Run – Part 1       | 30. März 1984        | 8. Jan. 1991                          | Sat.1                    |

### Staffel 3 (1984–1985)
| Nr. (ges.) | Nr. (St.) | Deutscher Titel                 | Originaltitel                    | Erstausstrahlung USA | Deutschsprachige Erstausstrahlung (D) | erstaustrahlender Sender |
| ---------- | --------- | ------------------------------- | -------------------------------- | -------------------- | ------------------------------------- | ------------------------ |
| 44         | 1         | Houston auf der Flucht – Teil 2 | Wanted Man (On The Run – Part 2) | 21. Sep. 1984        | 23. Apr. 1987                         | Sat.1                    |
| 45         | 2         | Hoyts Tochter                   | Vanished                         | 28. Sep. 1984        | 21. Mai 1987                          | Sat.1                    |
| 46         | 3         | Karriere                        | Eyewitness                       | 12. Okt. 1984        | 30. Apr. 1987                         | Sat.1                    |
| 47         | 4         | Apostel des Bösen               | Apostle Of Death                 | 19. Okt. 1984        | 5. Feb. 1991                          | Sat.1                    |
| 48         | 5         | Gefangen im Bannon County       | Caged                            | 26. Okt. 1984        | 12. Feb. 1991                         | Sat.1                    |
| 49         | 6         | Trauma Vietnam – Teil 1         | Return To Nam – Part 1           | 2. Nov. 1984         | 19. Feb. 1991                         | Sat.1                    |
| 50         | 7         | Trauma Vietnam – Teil 2         | Escape From Nam – Part 2         | 9. Nov. 1984         | 26. Feb. 1991                         | Sat.1                    |
| 51         | 8         | Mord ist keine Modesache        | The High Fashion Murders         | 16. Nov. 1984        | 28. Mai 1987                          | Sat.1                    |
| 52         | 9         | Der Rächer                      | Death Stalk                      | 23. Nov. 1984        | 14. Mai 1987                          | Sat.1                    |
| 53         | 10        | Blutige Steine                  | Blood Money                      | 30. Nov. 1984        | 7. Mai 1987                           | Sat.1                    |
| 54         | 11        | Menschenjagd                    | Deadly Games                     | 7. Dez. 1984         | 26. März 1991                         | Sat.1                    |
| 55         | 12        | Kidnapping                      | Stolen                           | 21. Dez. 1984        | 4. Juni 1987                          | Sat.1                    |
| 56         | 13        | Ein 20 Jahre alter Alptraum     | The Nightmare Man                | 4. Jan. 1985         | 9. Apr. 1991                          | Sat.1                    |
| 56         | 14        | 37 Etagen bis zum Tod           | Breakpoint                       | 11. Jan. 1985        | 16. Apr. 1991                         | Sat.1                    |
| 56         | 15        | Reise in die Vergangenheit      | Death Trap                       | 18. Jan. 1985        | 11. Okt. 1996                         | VOX                      |
| 56         | 16        | Flitterwochenmorde              | The Honeymoon Murders            | 25. Jan. 1985        | 18. Juni 1987                         | Sat.1                    |
| 56         | 17        | Mord im Strandclub              | The Beach Club Murders           | 1. Feb. 1985         | 25. Juni 1987                         | Sat.1                    |
| 56         | 18        | Das Mördertribunal              | New Orleans Nightmare            | 8. Feb. 1985         | 2. Juli 1987                          | Sat.1                    |
| 56         | 19        | Die fünf Finger                 | Company Secrets                  | 15. Feb. 1985        | 17. Okt. 1996                         | VOX                      |
| 56         | 20        | Mord ohne Opfer                 | Killing Time                     | 22. Feb. 1985        | 9. Juli 1987                          | Sat.1                    |
| 56         | 21        | Die Falle                       | Death Watch                      | 15. März 1985        | 11. Juni 1987                         | Sat.1                    |
| 56         | 22        | Der heilige Eid                 | Final Vows                       | 29. März 1985        | 16. Juli 1987                         | Sat.1                    |

## DVD-Veröffentlichungen
Am 9. März 2010 veröffentlichten Paramount Pictures die erste Staffel von Matt Houston für die Vereinigten Staaten auf DVD und am 4. Mai 2015 wurde bekannt gegeben, dass im Sommer 2015 die letzten zwei Staffeln noch folgen. In Deutschland fand bisher keine deutschsprachige DVD-Veröffentlichung statt.

## Nominierungen
| Jahr | Auszeichnung | Kategorie                                                                            | Nominiert                              |
| ---- | ------------ | ------------------------------------------------------------------------------------ | -------------------------------------- |
| 1983 | Emmy         | Beste Bearbeitung einer Fernsehserie für „The Showgirl Murders“                      | Bob Bring                              |
| 1983 | Edgar        | Beste Fernsehepisode                                                                 | Richard Christian Danus und Ken Trevey |
| 1985 | Young Artist | Beste Darstellung einer jungen Schauspielerin in einer Fernsehserie (Gastdarsteller) | Bumper Robinson                        |